# Insigna „A 30-a aniversare a raionului Grigoriopol”

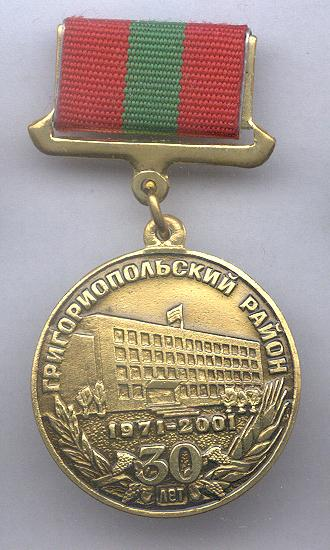
Insigna "A 30-a aniversare a raionului Grigoriopol"

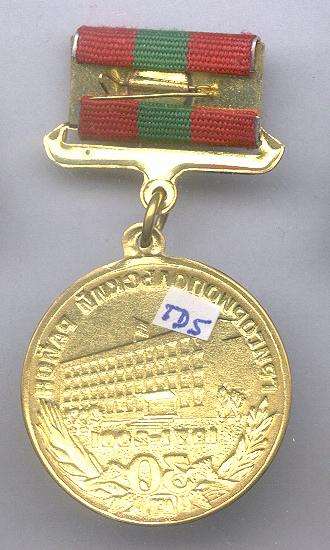
Reversul insignei "A 30-a aniversare a raionului Grigoriopol"

Insigna "A 30-a aniversare a raionului Grigoriopol" este una dintre decorațiile jubiliare ale auto-proclamatei Republici Moldovenești Nistrene. Ea a fost înființată prin decret al președintelui RMN, Igor Smirnov, din anul 2001.

## Descriere
Insigna "A 30-a aniversare a raionului Grigoriopol" este confecționată din alamă și are o calitate proastă a smalțului, semănând mai mult cu o insignă decât cu o medalie.